# Campionato mondiale maschile under 21 di pallavolo 2009
Il campionato mondiale maschile under 21 di pallavolo 2009 si è svolto dal 31 luglio al 9 agosto 2009 a Pune, in India: al torneo hanno partecipato sedici squadre nazionali under 21 e la vittoria finale è andata per la quarta volta al Brasile.

## Qualificazioni
Al torneo hanno partecipato: la nazionale del paese organizzatore, due nazionali africane, tutte qualificate tramite il campionato africano under 21 2008, due nazionali asiatiche, tutte qualificate tramite il campionato asiatico e oceaniano under 20 2008, sei nazionali europee, una qualificata tramite il campionato europeo under 20 2008 e cinque tramite i gironi di qualificazione, tre nazionali nordamericane, tutte qualificate tramite il campionato nordamericano under 21 2008, due nazionali sudamericane, tutte qualificate tramite il campionato sudamericano under 21 2008.

## Impianti
|                                                                                        |                                                                                     |  |
|                                                                                        |                                                                                     |  |
| Balewadi Sports Complex - Badminton Hall Città: Pune Capienza: ? Anno d'apertura: 1995 | Balewadi Sports Complex - Boxing Hall Città: Pune Capienza: ? Anno d'apertura: 1995 |  |

## Regolamento
Le squadre hanno disputato una prima fase a gironi, con formula del girone all'italiana; al termine della prima fase le prime due classificate di ogni girone hanno acceduto alla seconda fase a gironi, con la formula del girone all'italiana. Le prime due classificate di ogni girone hanno acceduto alla fase finale strutturata in semifinali, finale per il terzo posto e finale.
Le terze e le quarte classificate della seconda fase a gironi hanno acceduto alla fase finale strutturata in semifinali, finale per il settimo posto e finale per il quinto posto.
Le terze e le quarte classificate della prima fase a gironi hanno acceduto a una seconda fase a gironi, con la formula del girone all'italiana; le prime due classificate hanno acceduto alla fase finale strutturata in semifinali, finale per l'undicesimo posto e finale per il nono posto, mentre le terze e le quarte classificate hanno acceduto alla fase finale strutturata in semifinali, finale per il quindicesimo posto e finale per il tredicesimo posto.

## Squadre partecipanti
| Squadra     | Qualificazione                                       | Ultima partecipazione |
| ----------- | ---------------------------------------------------- | --------------------- |
| Argentina   | 1ª al campionato sudamericano under 21 2008          | Marocco 2007          |
| Belgio      | 1ª al torneo di qualificazione europeo (girone A)    | Debutto               |
| Bielorussia | 1ª al torneo di qualificazione europeo (girone E)    | Debutto               |
| Brasile     | 2ª al campionato sudamericano under 21 2008          | Marocco 2007          |
| Canada      | 2ª al campionato nordamericano under 21 2008         | Iran 2003             |
| Cina        | 2ª al campionato asiatico ed oceaniano under 20 2008 | Iran 2003             |
| Cuba        | 1ª al campionato nordamericano under 21 2008         | Marocco 2007          |
| Egitto      | 2ª al campionato africano under 21 2008              | Marocco 2007          |
| Francia     | 1ª al campionato europeo under 20 2008               | Polonia 2001          |
| Grecia      | 1ª al torneo di qualificazione europeo (girone C)    | Polonia 2001          |
| India       | Paese organizzatore                                  | India 2005            |
| Iran        | 1ª al campionato asiatico ed oceaniano under 20 2008 | Marocco 2007          |
| Polonia     | 1ª al torneo di qualificazione europeo (girone D)    | Iran 2003             |
| Russia      | 1ª al torneo di qualificazione europeo (girone B)    | Marocco 2007          |
| Stati Uniti | 3ª al campionato nordamericano under 21 2008         | Marocco 2007          |
| Tunisia     | 1ª al campionato africano under 21 2008              | India 2005            |

## Torneo

### Prima fase
I gironi sono stati sorteggiati il 18 giugno 2009 a Losanna.
| Girone A    | Girone B | Girone C  | Girone D |
| ----------- | -------- | --------- | -------- |
| Bielorussia | Belgio   | Argentina | Brasile  |
| India       | Cina     | Cuba      | Canada   |
| Stati Uniti | Egitto   | Francia   | Polonia  |
| Tunisia     | Iran     | Grecia    | Russia   |

#### Girone A

##### Risultati
| 31 luglio 2009 Balewadi SC - Badminton Hall, Pune Durata: 1h:59 - Spettatori: 510   | Stati Uniti | 3 - 1 | Bielorussia | 32-30, 21-25, 25-18, 30-28        |
| 31 luglio 2009 Balewadi SC - Badminton Hall, Pune Durata: 1h:05 - Spettatori: 1 010 | Tunisia     | 0 - 3 | India       | 11-25, 15-25, 13-25               |
| 1º agosto 2009 Balewadi SC - Badminton Hall, Pune Durata: 1h:34 - Spettatori: 635   | Tunisia     | 1 - 3 | Stati Uniti | 25-21, 19-25, 15-25, 21-25        |
| 1º agosto 2009 Balewadi SC - Badminton Hall, Pune Durata: 2h:13 - Spettatori: 2 403 | India       | 2 - 3 | Bielorussia | 21-25, 25-22, 23-25, 25-20, 11-15 |
| 2 agosto 2009 Balewadi SC - Badminton Hall, Pune Durata: 1h:47 - Spettatori: 422    | Bielorussia | 3 - 1 | Tunisia     | 24-26, 26-24, 25-17, 25-17        |
| 2 agosto 2009 Balewadi SC - Badminton Hall, Pune Durata: 1h:25 - Spettatori: 1 850  | India       | 3 - 0 | Stati Uniti | 25-23, 25-21, 25-18               |

##### Classifica
| Pos | Squadra     | Pt | G | V | P | SV | SP | Ratio | PF  | PS  | Ratio |
| --- | ----------- | -- | - | - | - | -- | -- | ----- | --- | --- | ----- |
| 1   | India       | 5  | 3 | 2 | 1 | 8  | 3  | 2.666 | 255 | 208 | 1.226 |
| 2   | Stati Uniti | 5  | 3 | 2 | 1 | 6  | 5  | 1.200 | 265 | 256 | 1.035 |
| 3   | Bielorussia | 5  | 3 | 2 | 1 | 7  | 6  | 1.167 | 308 | 297 | 1.037 |
| 4   | Tunisia     | 3  | 3 | 0 | 3 | 2  | 9  | 0.222 | 203 | 271 | 0.749 |

#### Girone B

##### Risultati
| 31 luglio 2009 Balewadi SC - Boxing Hall, Pune Durata: 1h:40 - Spettatori: 1 600 | Egitto | 1 - 3 | Iran   | 9-25, 25-19, 21-25, 20-25  |
| 31 luglio 2009 Balewadi SC - Boxing Hall, Pune Durata: 1h:14 - Spettatori: 1 200 | Cina   | 0 - 3 | Belgio | 17-25, 22-25, 22-25        |
| 1º agosto 2009 Balewadi SC - Boxing Hall, Pune Durata: 1h:36 - Spettatori: 1 200 | Iran   | 3 - 1 | Cina   | 25-15, 22-25, 25-15, 25-13 |
| 1º agosto 2009 Balewadi SC - Boxing Hall, Pune Durata: 1h:17 - Spettatori: 1 000 | Belgio | 3 - 0 | Egitto | 25-12, 32-30, 25-21        |
| 2 agosto 2009 Balewadi SC - Boxing Hall, Pune Durata: 1h:16 - Spettatori: 400    | Cina   | 3 - 0 | Egitto | 25-16, 25-20, 25-17        |
| 2 agosto 2009 Balewadi SC - Boxing Hall, Pune Durata: 1h:17 - Spettatori: 500    | Iran   | 3 - 0 | Belgio | 25-20, 27-25, 25-17        |

##### Classifica
| Pos | Squadra | Pt | G | V | P | SV | SP | Ratio | PF  | PS  | Ratio |
| --- | ------- | -- | - | - | - | -- | -- | ----- | --- | --- | ----- |
| 1   | Iran    | 6  | 3 | 3 | 0 | 9  | 2  | 4.500 | 268 | 205 | 1.307 |
| 2   | Belgio  | 5  | 3 | 2 | 1 | 6  | 3  | 2.000 | 219 | 201 | 1.090 |
| 3   | Cina    | 4  | 3 | 1 | 2 | 4  | 6  | 0.667 | 204 | 225 | 0.907 |
| 4   | Egitto  | 3  | 3 | 0 | 3 | 1  | 9  | 0.111 | 191 | 251 | 0.761 |

#### Girone C

##### Risultati
| 31 luglio 2009 Balewadi SC - Badminton Hall, Pune Durata: 1h:22 - Spettatori: 650  | Cuba      | 0 - 3 | Argentina | 20-25, 29-31, 16-25               |
| 31 luglio 2009 Balewadi SC - Badminton Hall, Pune Durata: 1h:20 - Spettatori: 460  | Grecia    | 0 - 3 | Francia   | 18-25, 20-25, 24-26               |
| 1º agosto 2009 Balewadi SC - Badminton Hall, Pune Durata: 2h:03 - Spettatori: 523  | Francia   | 3 - 2 | Argentina | 19-25, 25-23, 20-25, 25-23, 15-11 |
| 1º agosto 2009 Balewadi SC - Badminton Hall, Pune Durata: 1h:14 - Spettatori: 522  | Grecia    | 0 - 3 | Cuba      | 17-25, 20-25, 16-25               |
| 2 agosto 2009 Balewadi SC - Badminton Hall, Pune Durata: 1h:57 - Spettatori: 650   | Cuba      | 3 - 2 | Francia   | 23-25, 25-22, 25-16, 22-25, 15-13 |
| 2 agosto 2009 Balewadi SC - Badminton Hall, Pune Durata: 1h:43 - Spettatori: 1 550 | Argentina | 3 - 1 | Grecia    | 20-25, 25-22, 25-16, 25-17        |

##### Classifica
| Pos | Squadra   | Pt | G | V | P | SV | SP | Ratio | PF  | PS  | Ratio |
| --- | --------- | -- | - | - | - | -- | -- | ----- | --- | --- | ----- |
| 1   | Argentina | 5  | 3 | 2 | 1 | 8  | 3  | 2.667 | 283 | 249 | 1.137 |
| 2   | Cuba      | 5  | 3 | 2 | 1 | 6  | 5  | 1.200 | 250 | 235 | 1.064 |
| 3   | Francia   | 5  | 3 | 2 | 1 | 8  | 5  | 1.600 | 281 | 279 | 1.007 |
| 4   | Grecia    | 3  | 3 | 0 | 3 | 1  | 9  | 0.111 | 195 | 246 | 0.793 |

#### Girone D

##### Risultati
| 31 luglio 2009 Balewadi SC - Boxing Hall, Pune Durata: 2h:05 - Spettatori: 300   | Polonia | 2 - 3 | Canada  | 25-19, 21-25, 25-15, 20-25, 11-15 |
| 31 luglio 2009 Balewadi SC - Boxing Hall, Pune Durata: 1h:50 - Spettatori: 400   | Russia  | 1 - 3 | Brasile | 28-30, 16-25, 25-23, 19-25        |
| 1º agosto 2009 Balewadi SC - Boxing Hall, Pune Durata: 1h:14 - Spettatori: 1 500 | Brasile | 3 - 0 | Canada  | 25-21, 25-22, 25-13               |
| 1º agosto 2009 Balewadi SC - Boxing Hall, Pune Durata: 2h:17 - Spettatori: 1 000 | Russia  | 3 - 2 | Polonia | 32-30, 21-25, 16-25, 25-22, 15-10 |
| 2 agosto 2009 Balewadi SC - Boxing Hall, Pune Durata: 2h:13 - Spettatori: 1 300  | Canada  | 1 - 3 | Russia  | 30-32, 16-25, 25-17, 22-25        |
| 2 agosto 2009 Balewadi SC - Boxing Hall, Pune Durata: 1h:18 - Spettatori: 250    | Polonia | 0 - 3 | Brasile | 18-25, 23-25, 18-25               |

##### Classifica
| Pos | Squadra | Pt | G | V | P | SV | SP | Ratio | PF  | PS  | Ratio |
| --- | ------- | -- | - | - | - | -- | -- | ----- | --- | --- | ----- |
| 1   | Brasile | 6  | 3 | 3 | 0 | 9  | 1  | 9.000 | 253 | 203 | 1.246 |
| 2   | Russia  | 5  | 3 | 2 | 1 | 7  | 6  | 1.167 | 296 | 308 | 0.961 |
| 3   | Canada  | 4  | 3 | 1 | 2 | 4  | 8  | 0.500 | 248 | 276 | 0.899 |
| 4   | Polonia | 3  | 3 | 0 | 3 | 4  | 9  | 0.444 | 273 | 283 | 0.965 |

### Seconda fase
I gironi E ed F hanno dato accesso alla fase finale per determinare le posizioni dalla prima all'ottava, mentre i gironi G e H hanno dato accesso alla fase finale per determinare le posizioni dalla nona alla sedicesima.
| Girone E  | Girone F    | Girone G    | Girone H |
| --------- | ----------- | ----------- | -------- |
| Argentina | Brasile     | Bielorussia | Canada   |
| Belgio    | Cuba        | Egitto      | Cina     |
| India     | Iran        | Francia     | Grecia   |
| Russia    | Stati Uniti | Polonia     | Tunisia  |

#### Girone E

##### Risultati
| 4 agosto 2009 Balewadi SC - Badminton Hall, Pune Durata: 2h:12 - Spettatori: 450   | Belgio    | 3 - 2 | Argentina | 22-25, 25-21, 28-26, 21-25, 15-9  |
| 4 agosto 2009 Balewadi SC - Badminton Hall, Pune Durata: 2h:32 - Spettatori: 2 150 | India     | 3 - 2 | Russia    | 25-22, 26-28, 33-31, 22-25, 15-11 |
| 5 agosto 2009 Balewadi SC - Badminton Hall, Pune Durata: 1h:09 - Spettatori: 770   | Belgio    | 0 - 3 | Russia    | 21-25, 13-25, 17-25               |
| 5 agosto 2009 Balewadi SC - Badminton Hall, Pune Durata: 1h:16 - Spettatori: 3 020 | India     | 0 - 3 | Argentina | 14-25, 21-25, 17-25               |
| 6 agosto 2009 Balewadi SC - Badminton Hall, Pune Durata: 2h:01 - Spettatori: 3 752 | India     | 3 - 2 | Belgio    | 18-25, 25-19, 25-16, 22-25, 15-11 |
| 6 agosto 2009 Balewadi SC - Badminton Hall, Pune Durata: 1h:21 - Spettatori: 758   | Argentina | 3 - 0 | Russia    | 25-19, 25-23, 25-18               |

##### Classifica
| Pos | Squadra   | Pt | G | V | P | SV | SP | Ratio | PF  | PS  | Ratio |
| --- | --------- | -- | - | - | - | -- | -- | ----- | --- | --- | ----- |
| 1   | Argentina | 5  | 3 | 2 | 1 | 8  | 3  | 2.667 | 256 | 223 | 1.148 |
| 2   | India     | 5  | 3 | 2 | 1 | 6  | 7  | 0.857 | 278 | 288 | 0.965 |
| 3   | Russia    | 4  | 3 | 1 | 2 | 5  | 6  | 0.833 | 252 | 247 | 1.020 |
| 4   | Belgio    | 4  | 3 | 1 | 2 | 5  | 8  | 0.625 | 258 | 286 | 0.902 |

#### Girone F

##### Risultati
| 4 agosto 2009 Balewadi SC - Badminton Hall, Pune Durata: 1h:42 - Spettatori: 1 013 | Stati Uniti | 1 - 3 | Brasile     | 21-25, 23-25, 25-22, 17-25        |
| 4 agosto 2009 Balewadi SC - Badminton Hall, Pune Durata: 1h:18 - Spettatori: 1 554 | Iran        | 0 - 3 | Cuba        | 18-25, 23-25, 22-25               |
| 5 agosto 2009 Balewadi SC - Badminton Hall, Pune Durata: 1h:18 - Spettatori: 500   | Stati Uniti | 0 - 3 | Cuba        | 23-25, 23-25, 23-25               |
| 5 agosto 2009 Balewadi SC - Badminton Hall, Pune Durata: 1h:21 - Spettatori: 1 720 | Iran        | 0 - 3 | Brasile     | 20-25, 22-25, 18-25               |
| 6 agosto 2009 Balewadi SC - Badminton Hall, Pune Durata: 2h:03 - Spettatori: 1 600 | Iran        | 3 - 2 | Stati Uniti | 23-25, 25-21, 25-18, 20-25, 15-10 |
| 6 agosto 2009 Balewadi SC - Badminton Hall, Pune Durata: 1h:05 - Spettatori: 1 203 | Brasile     | 3 - 0 | Cuba        | 25-22, 25-14, 25-22               |

##### Classifica
| Pos | Squadra     | Pt | G | V | P | SV | SP | Ratio | PF  | PS  | Ratio |
| --- | ----------- | -- | - | - | - | -- | -- | ----- | --- | --- | ----- |
| 1   | Brasile     | 6  | 3 | 3 | 0 | 9  | 1  | 9.000 | 247 | 204 | 1.211 |
| 2   | Cuba        | 5  | 3 | 2 | 1 | 6  | 3  | 2.000 | 208 | 207 | 1.005 |
| 3   | Iran        | 4  | 3 | 1 | 2 | 3  | 8  | 0.375 | 231 | 249 | 0.928 |
| 4   | Stati Uniti | 3  | 3 | 0 | 3 | 3  | 9  | 0.333 | 254 | 280 | 0.907 |

#### Girone G

##### Risultati
| 4 agosto 2009 Balewadi SC - Boxing Hall, Pune Durata: 1h:41 - Spettatori: 1 000 | Egitto      | 1 - 3 | Francia | 23-25, 19-25, 25-18, 19-25        |
| 4 agosto 2009 Balewadi SC - Boxing Hall, Pune Durata: 1h:20 - Spettatori: 200   | Bielorussia | 0 - 3 | Polonia | 19-25, 23-25, 20-25               |
| 5 agosto 2009 Balewadi SC - Boxing Hall, Pune Durata: 1h:11 - Spettatori: 150   | Bielorussia | 0 - 3 | Francia | 20-25, 18-25, 23-25               |
| 5 agosto 2009 Balewadi SC - Boxing Hall, Pune Durata: 1h:43 - Spettatori: 200   | Egitto      | 1 - 3 | Polonia | 22-25, 21-25, 25-23, 21-25        |
| 6 agosto 2009 Balewadi SC - Boxing Hall, Pune Durata: 1h:58 - Spettatori: 200   | Francia     | 2 - 3 | Polonia | 24-26, 25-20, 25-16, 20-25, 12-15 |
| 6 agosto 2009 Balewadi SC - Boxing Hall, Pune Durata: 1h:40 - Spettatori: 150   | Bielorussia | 3 - 1 | Egitto  | 15-25, 25-19, 26-24, 25-17        |

##### Classifica
| Pos | Squadra     | Pt | G | V | P | SV | SP | Ratio | PF  | PS  | Ratio |
| --- | ----------- | -- | - | - | - | -- | -- | ----- | --- | --- | ----- |
| 1   | Polonia     | 6  | 3 | 3 | 0 | 9  | 3  | 3.000 | 275 | 257 | 1.070 |
| 2   | Francia     | 5  | 3 | 2 | 1 | 8  | 4  | 2.000 | 274 | 249 | 1.100 |
| 3   | Bielorussia | 4  | 3 | 1 | 2 | 3  | 7  | 0.429 | 214 | 235 | 0.911 |
| 4   | Egitto      | 3  | 3 | 0 | 3 | 3  | 9  | 0.333 | 260 | 282 | 0.922 |

#### Girone H

##### Risultati
| 4 agosto 2009 Balewadi SC - Boxing Hall, Pune Durata: 1h:32 - Spettatori: 400 | Tunisia | 1 - 3 | Canada  | 25-20, 20-25, 18-25, 23-25        |
| 4 agosto 2009 Balewadi SC - Boxing Hall, Pune Durata: 1h:55 - Spettatori: 100 | Cina    | 3 - 2 | Grecia  | 25-23, 23-25, 24-26, 25-12, 15-13 |
| 5 agosto 2009 Balewadi SC - Boxing Hall, Pune Durata: 1h:55 - Spettatori: 799 | Cina    | 3 - 2 | Canada  | 25-18, 20-25, 23-25, 25-17, 15-12 |
| 5 agosto 2009 Balewadi SC - Boxing Hall, Pune Durata: 1h:57 - Spettatori: 150 | Tunisia | 2 - 3 | Grecia  | 25-15, 23-25, 21-25, 25-22, 13-15 |
| 6 agosto 2009 Balewadi SC - Boxing Hall, Pune Durata: 1h:44 - Spettatori: 150 | Canada  | 3 - 1 | Grecia  | 26-24, 18-25, 25-22, 25-18        |
| 6 agosto 2009 Balewadi SC - Boxing Hall, Pune Durata: 1h:08 - Spettatori: 100 | Cina    | 3 - 0 | Tunisia | 25-15, 25-18, 25-22               |

##### Classifica
| Pos | Squadra | Pt | G | V | P | SV | SP | Ratio | PF  | PS  | Ratio |
| --- | ------- | -- | - | - | - | -- | -- | ----- | --- | --- | ----- |
| 1   | Cina    | 6  | 3 | 3 | 0 | 9  | 4  | 2.250 | 295 | 251 | 1.175 |
| 2   | Canada  | 5  | 3 | 2 | 1 | 8  | 5  | 1.600 | 286 | 283 | 1.011 |
| 3   | Grecia  | 4  | 3 | 1 | 2 | 6  | 8  | 0.750 | 290 | 313 | 0.927 |
| 4   | Tunisia | 3  | 3 | 0 | 3 | 3  | 9  | 0.333 | 248 | 272 | 0.912 |

### Fase finale

#### Finali 1º e 3º posto
|  | Semifinali | Semifinali | Semifinali |      |         | 1º/2º posto | 1º/2º posto | 1º/2º posto |  |
|  |            |            |            |      |         |             |             |             |  |
|  | Brasile    | Brasile    | 3          |      |         |             |             |             |  |
|  | Brasile    | Brasile    | 3          |      |         |             |             |             |  |
|  | India      | India      | 2          |      |         |             |             |             |  |
|  | India      | India      | 2          |      | Brasile | Brasile     | 3           |             |  |
|  |            |            |            |      | Brasile | Brasile     | 3           |             |  |
|  |            |            | Cuba       | Cuba | 2       |             |             |             |  |
|  | Argentina  | Argentina  | Cuba       | Cuba | 2       | 1           |             |             |  |
|  | Argentina  | Argentina  |            |      |         | 1           |             |             |  |
|  | Cuba       | Cuba       | 3          |      |         | 3º/4º posto | 3º/4º posto | 3º/4º posto |  |
|  | Cuba       | Cuba       | 3          |      |         |             |             |             |  |
|  |            |            |            |      |         |             |             |             |  |
|  |            |            |            |      |         | India       | India       | 0           |  |
|  |            |            |            |      |         | India       | India       | 0           |  |
|  |            |            |            |      |         | Argentina   | Argentina   | 3           |  |

##### Semifinali
| 8 agosto 2009 Balewadi SC - Badminton Hall, Pune Durata: 2h:05 - Spettatori: 4 500 | Brasile   | 3 - 2 | India | 25-19, 17-25, 25-19, 23-25, 15-9 |
| 8 agosto 2009 Balewadi SC - Badminton Hall, Pune Durata: 1h:39 - Spettatori: 2 825 | Argentina | 1 - 3 | Cuba  | 19-25, 18-25, 26-24, 20-25       |

##### Finale 3º posto
| 9 agosto 2009 Balewadi SC - Badminton Hall, Pune Durata: 1h:14 - Spettatori: 2 500 | India | 0 - 3 | Argentina | 19-25, 16-25, 22-25 |

##### Finale
| 9 agosto 2009 Balewadi SC - Badminton Hall, Pune Durata: 2h:09 - Spettatori: 2 350 | Brasile | 3 - 2 | Cuba | 30-28, 21-25, 25-22, 23-25, 15-8 |

#### Finali 5º e 7º posto
|  | Semifinali  | Semifinali  | Semifinali |        |        | 5º/6º posto | 5º/6º posto | 5º/6º posto |  |
|  |             |             |            |        |        |             |             |             |  |
|  | Iran        | Iran        | 0          |        |        |             |             |             |  |
|  | Iran        | Iran        | 0          |        |        |             |             |             |  |
|  | Belgio      | Belgio      | 3          |        |        |             |             |             |  |
|  | Belgio      | Belgio      | 3          |        | Belgio | Belgio      | 1           |             |  |
|  |             |             |            |        | Belgio | Belgio      | 1           |             |  |
|  |             |             | Russia     | Russia | 3      |             |             |             |  |
|  | Russia      | Russia      | Russia     | Russia | 3      | 3           |             |             |  |
|  | Russia      | Russia      |            |        |        | 3           |             |             |  |
|  | Stati Uniti | Stati Uniti | 0          |        |        | 7º/8º posto | 7º/8º posto | 7º/8º posto |  |
|  | Stati Uniti | Stati Uniti | 0          |        |        |             |             |             |  |
|  |             |             |            |        |        |             |             |             |  |
|  |             |             |            |        |        | Iran        | Iran        | 3           |  |
|  |             |             |            |        |        | Iran        | Iran        | 3           |  |
|  |             |             |            |        |        | Stati Uniti | Stati Uniti | 1           |  |

##### Semifinali
| 8 agosto 2009 Balewadi SC - Badminton Hall, Pune Durata: 1h:16 - Spettatori: 1 522 | Iran   | 0 - 3 | Belgio      | 19-25, 24-26, 18-25 |
| 8 agosto 2009 Balewadi SC - Badminton Hall, Pune Durata: 1h:10 - Spettatori: 1 054 | Russia | 3 - 0 | Stati Uniti | 25-19, 25-18, 25-18 |

##### Finale 7º posto
| 9 agosto 2009 Balewadi SC - Badminton Hall, Pune Durata: 1h:34 - Spettatori: 538 | Iran | 3 - 1 | Stati Uniti | 22-25, 25-17, 25-12, 25-18 |

##### Finale 5º posto
| 9 agosto 2009 Balewadi SC - Badminton Hall, Pune Durata: 1h:39 - Spettatori: 783 | Belgio | 1 - 3 | Russia | 25-23, 18-25, 18-25, 15-25 |

#### Finali 9º e 11º posto
|  | Semifinali | Semifinali | Semifinali |         |         | 9º/10º posto  | 9º/10º posto  | 9º/10º posto  |  |
|  |            |            |            |         |         |               |               |               |  |
|  | Cina       | Cina       | 0          |         |         |               |               |               |  |
|  | Cina       | Cina       | 0          |         |         |               |               |               |  |
|  | Francia    | Francia    | 3          |         |         |               |               |               |  |
|  | Francia    | Francia    | 3          |         | Francia | Francia       | 0             |               |  |
|  |            |            |            |         | Francia | Francia       | 0             |               |  |
|  |            |            | Polonia    | Polonia | 3       |               |               |               |  |
|  | Polonia    | Polonia    | Polonia    | Polonia | 3       | 3             |               |               |  |
|  | Polonia    | Polonia    |            |         |         | 3             |               |               |  |
|  | Canada     | Canada     | 0          |         |         | 11º/12º posto | 11º/12º posto | 11º/12º posto |  |
|  | Canada     | Canada     | 0          |         |         |               |               |               |  |
|  |            |            |            |         |         |               |               |               |  |
|  |            |            |            |         |         | Cina          | Cina          | 3             |  |
|  |            |            |            |         |         | Cina          | Cina          | 3             |  |
|  |            |            |            |         |         | Canada        | Canada        | 2             |  |

##### Semifinali
| 8 agosto 2009 Balewadi SC - Boxing Hall, Pune Durata: 1h:08 - Spettatori: 150 | Cina    | 0 - 3 | Francia | 16-25, 21-25, 22-25 |
| 8 agosto 2009 Balewadi SC - Boxing Hall, Pune Durata: 1h:16 - Spettatori: 100 | Polonia | 3 - 0 | Canada  | 25-18, 25-18, 25-22 |

##### Finale 11º posto
| 9 agosto 2009 Balewadi SC - Boxing Hall, Pune Durata: 1h:48 - Spettatori: 100 | Cina | 3 - 2 | Canada | 21-25, 18-25, 26-24, 25-22, 15-8 |

##### Finale 9º posto
| 9 agosto 2009 Balewadi SC - Boxing Hall, Pune Durata: 1h:08 - Spettatori: 100 | Francia | 0 - 3 | Polonia | 14-25, 23-25, 17-25 |

#### Finali 13º e 15º posto
|  | Semifinali  | Semifinali  | Semifinali |         |        | 13º/14º posto | 13º/14º posto | 13º/14º posto |  |
|  |             |             |            |         |        |               |               |               |  |
|  | Grecia      | Grecia      | 2          |         |        |               |               |               |  |
|  | Grecia      | Grecia      | 2          |         |        |               |               |               |  |
|  | Egitto      | Egitto      | 3          |         |        |               |               |               |  |
|  | Egitto      | Egitto      | 3          |         | Egitto | Egitto        | 3             |               |  |
|  |             |             |            |         | Egitto | Egitto        | 3             |               |  |
|  |             |             | Tunisia    | Tunisia | 2      |               |               |               |  |
|  | Bielorussia | Bielorussia | Tunisia    | Tunisia | 2      | 1             |               |               |  |
|  | Bielorussia | Bielorussia |            |         |        | 1             |               |               |  |
|  | Tunisia     | Tunisia     | 3          |         |        | 15º/16º posto | 15º/16º posto | 15º/16º posto |  |
|  | Tunisia     | Tunisia     | 3          |         |        |               |               |               |  |
|  |             |             |            |         |        |               |               |               |  |
|  |             |             |            |         |        | Grecia        | Grecia        | 0             |  |
|  |             |             |            |         |        | Grecia        | Grecia        | 0             |  |
|  |             |             |            |         |        | Bielorussia   | Bielorussia   | 3             |  |

##### Semifinali
| 8 agosto 2009 Balewadi SC - Boxing Hall, Pune Durata: 2h:08 - Spettatori: 150 | Grecia      | 2 - 3 | Egitto  | 23-25, 25-21, 22-25, 25-23, 11-15 |
| 8 agosto 2009 Balewadi SC - Boxing Hall, Pune Durata: 1h:45 - Spettatori: 200 | Bielorussia | 1 - 3 | Tunisia | 25-17, 19-25, 24-26, 22-25        |

##### Finale 15º posto
| 9 agosto 2009 Balewadi SC - Boxing Hall, Pune Durata: 1h:14 - Spettatori: 100 | Grecia | 0 - 3 | Bielorussia | 23-25, 16-25, 22-25 |

##### Finale 13º posto
| 9 agosto 2009 Balewadi SC - Boxing Hall, Pune Durata: 1h:58 - Spettatori: 100 | Egitto | 3 - 2 | Tunisia | 25-16, 20-25, 23-25, 25-20, 15-13 |

## Classifica finale
| Pos | Squadra     | Rosa |
| --- | ----------- | --- |
|     | Brasile     | Formazione: 2 Figueiredo, 3 Wesz, 5 Silva, 7 Radke, 8 Koepp, 10 Carvalho, 12 Santos, 13 Duarte, 14 Buiatti, 15 Medeiros, 17 Hoss, 18 Paese, CT: Oncken  |
|     | Cuba        | Formazione: 1 W. León, 3 Camejo, 4 Danger, 5 La Rosa, 7 Andrade, 9 Cepeda, 10 Mederos, 11 J. León, 13 Leyva, 15 Macías, 16 Hernández, 17 Mesa, CT: Gala |
|     | Argentina   | Formazione: 1 Vega, 2 Castellani, 3 Plaza, 4 Martina, 5 Vaca, 7 Vinti, 9 Franetovich, 10 Finoli, 12 Ramonda, 13 Ruiz, 16 Ramos, 17 Méndez, CT: Cichello |
| 4   | India       | |
| 5   | Russia      | |
| 6   | Belgio      | |
| 7   | Iran        | |
| 8   | Stati Uniti | |
| 9   | Polonia     | |
| 10  | Francia     | |
| 11  | Cina        | |
| 12  | Canada      | |
| 13  | Egitto      | |
| 14  | Tunisia     | |
| 15  | Bielorussia | |
| 16  | Grecia      | |

## Premi individuali
| Premio                | Nome                        | Squadra   |
| --------------------- | --------------------------- | --------- |
| MVP                   | Maurício Silva              | Brasile   |
| Miglior marcatore     | Levan Kalandadze            | Russia    |
| Miglior attaccante    | Farhad Ghaemi               | Iran      |
| Miglior servizio      | Manidurai Naveen Raja Jacob | India     |
| Miglior muro          | Renan Buiatti               | Brasile   |
| Miglior palleggiatore | Leandro Macías              | Cuba      |
| Miglior ricevitore    | Manidurai Naveen Raja Jacob | India     |
| Miglior difensore     | Franco López                | Argentina |
| Miglior libero        | Franco López                | Argentina |